# Bach Aria Group
Il Bach Aria Group è un gruppo di musicisti vocali e strumentali creato nel 1946 da William H. Scheide a New York per eseguire le opere di Johann Sebastian Bach.

## Periodo della fondazione, 1946-1980
Lo studioso di Bach americano William H. Scheide riunì un gruppo di musicisti newyorkesi nel 1946 per eseguire arie dalle cantate ed altre opere di Bach. Oltre a definire gli obiettivi e le politiche artistiche, Scheide contribuì anche a finanziare il gruppo, recuperando eventuali deficit finanziari dalle proprie risorse.
I cinque cantanti originali erano i soprani Ellen Osborn e Jean Carlton, il contralto Margaret Tobias, il tenore Robert Harmon e il basso-baritono Norman Farrow. I cinque strumentisti che li accompagnavano erano il violinista Maurice Welk, l'oboista Robert Bloom, il flautista Julius Baker, il violoncellista David Soyer e il pianista Sergius Kagen.
Nel corso degli anni ci sono stati cambiamenti nei musicisti: il violoncellista Bernard Greenhouse sostituì David Soyer, mentre i pianisti Erich Itor Kahn e Paul Ulanowsky vennero dopo Sergius Kagen. Diversi cantanti importanti furono in seguito ospiti o membri regolari, tra i quali Jennie Tourel, Mack Harrell, Jan Peerce, Eileen Farrell e Maureen Forrester.
Il gruppo fece il suo debutto alla Carnegie Hall nel 1948 e fece tournée regolari negli anni '50. Hanno anche suonato con molte orchestre importanti come gruppo solista nelle opere più grandi di Bach, in particolare le sue Passioni. In quel periodo fecero anche molte registrazioni.

## Periodo recente, 1980-presente
Dopo oltre 30 anni di direzione Scheide annunciò che avrebbe sciolto il gruppo nel 1980, proclamando che "il suo obiettivo era stato raggiunto". Peraltro a quell'epoca il suo stile di esecuzione era diventato fuori moda, non più in linea con il crescente movimento di esecuzione consapevole".
Ma invece di sciogliere il gruppo il flautista Samuel Baron (che si era unito al gruppo nel 1965) chiese di assumerne la guida e il signor Scheide accettò con piacere.
Dopo un anno di ricostruzione nel 1981 ripresero il loro programma di esibizioni e tournée e svilupparono un laboratorio di grande successo per artisti, il Festival ed Istituto di Arie di Bach, come programma estivo alla Stony Brook University di Long Island. L'Istituto e il Festival continuarono le loro operazioni fino all'estate del 1997, formando un'intera generazione di esecutori americani della musica di Bach.
I membri continurono a cambiare nel corso degli anni. Negli anni '80 e '90 gli strumentisti del gruppo comprendevano Samuel Baron, l'oboista Ronald Roseman, il violinista Daniel Phillips, il violoncellista Timothy Eddy e il pianista Yehudi Wyner. Continuarono ad esibirsi con strumenti moderni e con intonazione moderna (La = 440 Hz), anche dopo che altri gruppi si erano convertiti all'esecuzione con strumenti barocchi con una "intonazione barocca" inferiore (La = 415 Hz).
I cantanti cambiarono più frequentemente, ma negli anni '80 comprendevano il soprano Susan Davenny Wyner, il contralto Janice Taylor, il tenore Seth McCoy ed il basso Thomas Paul. Tra i cantanti più che seguirono c'erano il soprano Carol Webber, gli i contralto D'Anna Fortunato e Mary Westbrook-Geha, il tenore David Britton ed il baritono William Sharp. Nel 2001 i membri comprendevano la flautista Tara Helen O'Connor, Daniel Phillips, Timothy Eddy, Yehudi Wyner, con il soprano Beverly Hoch ed il basso John Stephens. Un annuncio per il concerto del 2012 significa che i membri non sono cambiati di recente.
Nell'estate del 1985 è stato ricordato il tricentenario di Bach specificatamente con il programma televisivo di un'ora In Search of Bach, realizzato durante una sessione estiva al Festival ed Istituto di Arie di Bach, trasmesso a livello nazionale sulla PBS.
I suoi documenti, la sua collezione musicale e altri documenti storici sono ora conservati nella Divisione Musicale della Biblioteca del Congresso.
Il Bach Aria Group è ancora attivo, attualmente nella sua quinta decade. Operando come un collettivo di musicisti con i suoi attuali membri, è rappresentato dalla John Gingrich Management, Inc. Ora si ritrova ad essere una delle compagnie di musica da camera più longeve degli Stati Uniti.

### Ascolto
- Bach Aria Group performing Johann Sebastian Bach's "Cantata 79: Gott ist unser Sonn", su archive.org.
- (EN) kadoguy, Eileen Farrell performs with the Bach Aria Group, su YouTube, 1º giugno 2010. URL consultato il 30 novembre 2018.

| Controllo di autorità | VIAF (EN) 148708950 · LCCN (EN) n96064045 · GND (DE) 10047474-3 |